# Massa en la relativitat especial

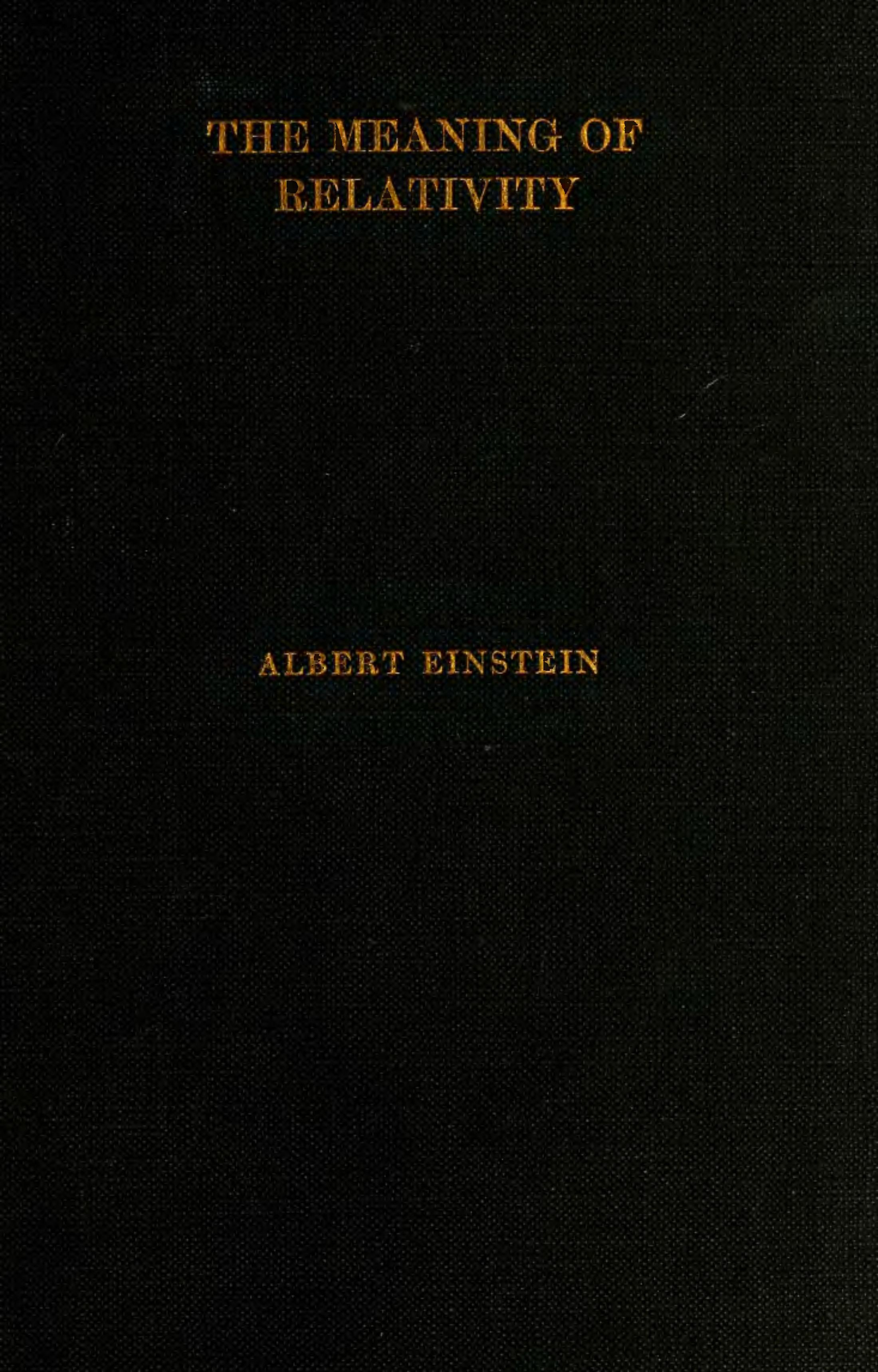
El significat de la relativitat, publicat l'any 1922 recopilant les conferències sobre la teoria de la relativitat fetes per Albert Einstein a la Universitat de Princeton.

En la teoria de la relativitat especial, el terme massa té dos significats: la massa de repòs o massa invariant, és una quantitat invariant, és a dir, és la mateixa per a qualsevol observador en tots els marcs de referència; i la massa relativista, que depèn de la velocitat relativa de l'observador. Segons el concepte d'equivalència massa-energia, la massa invariant equival a l'energia de repòs, mentre que la massa relativista equival a l'energia relativista o energia total.
El terme "massa relativista" no s'utilitza molt en física de partícules i nuclear i sovint és evitat pels escriptors sobre relativitat especial, en comptes, es solen referir a l'energia relativista del cos. En canvi, la "massa invariant" sol preferir-se a l'energia de repòs. La inèrcia mesurable i la deformació de l'espaitemps per un cos en un marc de referència determinat estan determinades per la seva massa relativista, no només per la seva massa invariant. Per exemple, els fotons tenen massa de repòs zero, però contribueixen a la inèrcia (i per tant al pes en un camp gravitatori) de qualsevol sistema que els contingui.

## Massa de repòs
El terme massa sense cap altre qualificatiu en relativitat especial sol referir-se a la massa de repòs de l'objecte, que és la massa Newtoniana mesurada per un observador que es mou junt amb l'objecte. Per tant, la massa invariant és una unitat de massa natural que s’utilitza per als sistemes que es veuen des del seu marc, com quan es pesa qualsevol sistema tancat (per exemple, una ampolla de gas calent), que requereix que la mesura es prengui en el centre del marc de moment en què el sistema no té un moment net. En aquestes circumstàncies, la massa invariant és igual a la massa relativista (descrita a continuació), que és l'energia total del sistema dividida per la velocitat de la llum al quadrat.
El concepte de massa invariant no requereix, però, de sistemes de partícules lligades. Com a tal, també es pot aplicar a sistemes de partícules no lligades en moviment relatiu a gran velocitat. Per això, sovint s'utilitza en física de partícules per a sistemes que consisteixen en partícules d'alta energia àmpliament separades. Si aquests sistemes derivessin d'una única partícula, el càlcul de la massa invariant d’aquest sistema, que és una quantitat que no canvia mai, proporcionarà la massa restant de la partícula principal (perquè es conserva al llarg del temps).
Sovint és convenient en el càlcul que la massa invariant d’un sistema sigui l'energia total del sistema (dividida per c2) en un marc on el moment total del sistema és zero, també anomenat marc de referència de centre de masses o marc COM (de l'anglès centre of momentum). Tanmateix, atès que la massa invariant de qualsevol sistema també és la mateixa quantitat en tots els marcs de referència inercials, es tracta d’una quantitat sovint calculada a partir de l'energia total del marc COM, que després s’utilitza per calcular les energies del sistema i el moment en altres marcs de referència on els moments no són zero, i l'energia total del sistema serà necessàriament una quantitat diferent a la del quadre COM. Igual que amb l'energia i el moment, la massa de repòs d’un sistema no es pot ni destruir ni canviar i, per tant, es conserva sempre que sigui un sistema aïllat, amb un límit idealitzat al voltant del sistema que no permeti l'intercanvi de massa i energia a través seu.

## Massa relativista
La massa relativista és la suma total d’energia d’un cos o sistema dividida per {\displaystyle c^{2}}. Així, la massa de la coneguda fórmula
{\displaystyle E=mc^{2}}
és la massa relativista. Per a una partícula de massa en repòs finita {\displaystyle m} que es mou a una velocitat {\displaystyle v} relativa a l'observador, es pot arribar a
{\displaystyle m_{\text{relativista}}={m_{\text{repos}} \over {\sqrt {1-\displaystyle {v^{2} \over c^{2}}}}}}

En el marc COM, {\displaystyle v=0} i, per tant, la massa relativista és igual a la massa de repos. En altres marcs, la massa relativista (d'un cos o sistema de cossos) inclou una contribució de l'energia cinètica "neta" del cos (l'energia cinètica del centre de masses del cos), i és més gran com més ràpid es mou el cos. Així, a diferència de la massa invariant, la massa relativista depèn del marc de referència de l'observador. No obstant això, per a determinats marcs de referència i per a sistemes aïllats, la massa relativista és també una quantitat conservada. La massa relativista és el factor de proporcionalitat entre la velocitat i el moment,
{\displaystyle \mathbf {p} =m_{\text{relativista}}\mathbf {v} }

La segona llei de Newton continua sent vàlida en la forma
{\displaystyle F={\frac {d(m_{\text{rel}}\mathbf {v} )}{dt}}}

Quan un cos emet llum de freqüència {\displaystyle \nu } i longitud d'ona {\displaystyle \lambda } com a fotó d'energia {\displaystyle E=h\nu =hc/\lambda }, la massa del cos disminueix en {\displaystyle E/c^{2}=h/\lambda c}, el que es pot interpretar com la massa relativista del fotó emès ja que també es compleix que {\displaystyle p=m_{relativista}c=h/\lambda }. Tot i que alguns autors presenten la massa relativista com un concepte fonamental de la teoria, s'ha argumentat que això és erroni ja que els fonaments de la teoria es relacionen amb l'espaitemps. Hi ha desacord sobre si el concepte és útil pedagògicament. Aquest concepte explica de manera senzilla i quantitativa per què un cos sotmès a una acceleració constant no pot assolir la velocitat de la llum i per què disminueix la massa d’un sistema que emet un fotó. En química quàntica relativista, la massa relativista s'utilitza per explicar la contracció orbital d'electrons en els elements pesants. La noció de la massa com a propietat d'un objecte de la mecànica Newtoniana no guarda una relació precisa amb el concepte de la relativitat.
Si una caixa estacionària conté moltes partícules, pesa més en el seu marc de repòs com més ràpidament es mouen les seves partícules. Qualsevol energia de la caixa (inclosa l'energia cinètica de les partícules) s’afegeix a la seva massa, de manera que el moviment relatiu de les partícules contribueix a la massa de la caixa. Però si la caixa en si es mou (és a dir, si el seu centre de masses es mou), queda la qüestió de si l'energia cinètica del moviment general s’hauria d’incloure a la massa total del sistema. La massa invariant es calcula excloent l'energia cinètica del sistema, mentre que la massa relativista es calcula incloent la massa invariant més la energia cinètica del sistema.